# Gabriel Alw
Carl Gabriel Alw, ursprungligen Carlsson, född 25 december 1889 i Eskilstuna, död 9 november 1946 i Enskede församling, var en svensk skådespelare, teaterpedagog och regissör.
Han var engagerad vid Lorensbergsteatern i Göteborg 1916–1923, vid Svenska teatern 1924–1925 och vid Dramaten i Stockholm från 1925 till 1946. Han var en karaktärsskådespelare med intellektuell skärpa och distinkt replik. Han medverkade också i ett trettiotal filmer. År 1937 blev han den första att gestalta dagens dikt i Sveriges Radios, numera äldsta, radioprogram Dagens dikt. Han läste dikten Det eviga av poeten Esaias Tegnér.
Han gifte sig 1918 med skådespelaren Lilly Cronwin som avled samma år, och 1920 med skådespelaren Eva Scholander. Gabriel Alw är begravd på Djursholms begravningsplats.
Han var far till Sven Göran Alw och Carl-Michael Alw.

## Filmografi
- 1915 – Judaspengar
- 1915 – En förvillelse
- 1916 – Fången på Karlstens fästning
- 1916 – Mysteriet natten till den 25:e
- 1916 – Aktiebolaget Hälsans gåva
- 1916 – Vägen utför
- 1917 – I mörkrets bojor
- 1917 – Mellan liv och död
- 1917 – Ett konstnärsöde
- 1917 – Brottmålsdomaren
- 1917 – Förstadsprästen
- 1917 – Löjtnant Galenpanna
- 1918 – Nattliga toner
- 1919 – Hans nåds testamente
- 1921 – Elisabet
- 1923 – Norrtullsligan
- 1924 – Ödets man
- 1925 – Karl XII del II
- 1925 – Två konungar
- 1925 – Ingmarsarvet
- 1926 – Till Österland
- 1935 – Valborgsmässoafton
- 1940 – Stål
- 1940 – Vildmarkens sång
- 1940 – Juninatten
- 1941 – Tänk, om jag gifter mig med prästen
- 1942 – Doktor Glas
- 1943 – I brist på bevis
- 1943 – Ombyte av tåg
- 1943 – Det brinner en eld
- 1943 – Ordet
- 1944 – Kärlekslivets offer
- 1945 – Två människor
- 1946 – Pengar – en tragikomisk saga
- 1946 – Kristin kommenderar
- 1946 – Klockorna i Gamla Sta'n
- 1951 – Dårskapens hus

### Regi
- 1944 – Kärlekslivets offer

## Teater

### Roller (ej komplett)
| År   | Roll                  | Produktion                                                 | Regi              | Teater             |
| ---- | --------------------- | ---------------------------------------------------------- | ----------------- | ------------------ |
| 1917 | Hertig Johan          | Erik XIV August Strindberg                                 |                   | Lorensbergsteatern |
| 1922 | Christy Mahon         | Hjälten på den gröna ön John Millington Synge              | Rune Carlsten     | Lorensbergsteatern |
| 1922 | Ferdinand de Levis    | Vi och de våra John Galsworthy                             | Per Lindberg      | Lorensbergsteatern |
| 1923 |                       | Sådan är hon Yves Mirande och Alex Madis                   | Tollie Zellman    | Djurgårdsteatern   |
| 1925 | Richard Sones         | Storstädning Frederick Lonsdale                            | Olof Molander     | Dramaten           |
| 1925 | Richard               | Sankta Johanna George Bernard Shaw                         | Gustaf Linden     | Dramaten           |
| 1926 | Fleming Harvey        | Societet W. Somerset Maugham                               | Gustaf Linden     | Dramaten           |
| 1927 | Greve Raoul de Vriaac | Markisinnan Noel Coward                                    | Karl Hedberg      | Dramaten           |
| 1927 | Herr Diaforius        | Den inbillade sjuke Molière                                | Olof Molander     | Dramaten           |
| 1928 | Denis                 | Diktatorn Jules Romains                                    | Per Lindberg      | Dramaten           |
| 1928 | Härfågel              | Fåglarna Aristofanes                                       | Olof Molander     | Dramaten           |
| 1929 | Julien Moscat         | Nyss utkommen! Édouard Bourdet                             | Gustaf Linden     | Dramaten           |
| 1931 | Fogg                  | Pickwick-klubben František Langer efter Charles Dickens    | Olof Molander     | Dramaten           |
| 1932 | Kungen                | Majestät Marika Stiernstedt                                | Olof Molander     | Dramaten           |
| 1932 | Moses                 | Guds gröna ängar Marc Connelly                             | Olof Molander     | Dramaten           |
| 1933 | Gert Bokpräntare      | Mäster Olof August Strindberg                              | Olof Molander     | Dramaten           |
| 1934 | Labedoyère            | De hundra dagarna Benito Mussolini och Giovacchino Forzano | Rune Carlsten     | Dramaten           |
| 1934 | Achille de Rosalba    | Den italienska halmhatten Eugene Labiche                   | Olof Molander     | Dramaten           |
| 1934 | Ernst Wildt           | En hederlig man Sigfrid Siwertz                            | Alf Sjöberg       | Dramaten           |
| 1934 | Maurizio Setti        | Anständighetens vällust Luigi Pirandello                   | Anders de Wahl    | Dramaten           |
| 1935 | Redaktör Fogel        | Kvartetten som sprängdes Birger Sjöberg                    | Rune Carlsten     | Dramaten           |
| 1935 | Thierry Keller        | Trots allt Henry Bernstein                                 | Rune Carlsten     | Dramaten           |
| 1935 | Baron Bénin           | Den gröna fracken Gaston Arman de Caillavet                | Rune Carlsten     | Dramaten           |
| 1936 | Berättaren            | Fridas visor Birger Sjöberg                                | Rune Carlsten     | Dramaten           |
| 1937 | Konni Alex            | Skönhet Sigfrid Siwertz                                    | Alf Sjöberg       | Dramaten           |
| 1937 | Dolange-Nécé, kapten  | Khaki Paul Raynal                                          | Alf Sjöberg       | Dramaten           |
| 1940 | Doktor Fors           | Medelålders herre Sigfrid Siwertz                          | Rune Carlsten     | Dramaten           |
| 1940 | Paul Sycamore         | Koppla av Moss Hart                                        | Carlo Keil-Möller | Dramaten           |
| 1940 | Den fattige poeten    | Den lilla hovkonserten Toni Impekoven och Paul Verhoeven   | Rune Carlsten     | Dramaten           |
| 1942 | Clayton Evans         | Ut till fåglarna George S. Kaufman och Moss Hart           | Alf Sjöberg       | Dramaten           |
| 1943 | Michael Gosselyn      | Teater W. Somerset Maugham                                 | Martha Lundholm   | Vasateatern        |
| 1944 | Edgar                 | Dödsdansen August Strindberg                               | Gunnar Skoglund   | Vasateatern        |

### Fotnoter
1. 1 2 3  ”Gabriel Alw”. Svensk Filmdatabas. http://www.sfi.se/sv/svensk-filmdatabas/Item/?type=PERSON&itemid=57698&ref=%2ftemplates%2fSwedishFilmSearchResult.aspx%3fid%3d1225%26epslanguage%3dsv%26searchword%3dgabriel+alw%26type%3dPerson%26match%3dBegin%26page%3d1%26prom%3dFalse. Läst 21 september 2012.
2. ↑  ”Om Dagens dikt”. Dagens dikt. Sveriges Radio. https://sverigesradio.se/grupp/19758. Läst 28 januari 2024.
3. ↑  FinnGraven
4. ↑  ”Teater Musik”. Dagens Nyheter:  s. 8. 11 december 1917. http://arkivet.dn.se/arkivet/tidning/1917-12-11/336/8. Läst 20 juli 2015.
5. 1 2  B.C. (26 november 1926). ”Lorensbergsteaterns facit för hösten”. Svenska Dagbladet:  s. 28. https://www.svd.se/arkiv/1922-11-26/28. Läst 22 april 2017.
6. ↑  ”Teater och Musik”. Dagens Nyheter:  s. 7. 3 juli 1923. http://arkivet.dn.se/arkivet/tidning/1923-07-03/176/7. Läst 26 juli 2015.
7. ↑  Manstad, Margit (1987). Och vinden viskade så förtroligt. Stockholm: Läsförlaget AB. sid. 223. Libris 7673797. ISBN 91-7902-067-4
8. ↑  ”Dödsdansen”. Musikverket. http://calmview.musikverk.se/CalmView/Record.aspx?src=CalmView.Performance&id=PERF14099&pos=436. Läst 3 maj 2016.